# Simon Sjödin
Simon Sjödin  (ur. 4 października 1986 w Sztokholmie) – szwedzki pływak, specjalizujący się w stylu motylkowym, grzbietowym i zmiennym.
Wicemistrz Europy na krótkim basenie z Herning (2013) na 200 m zmiennym. Brązowy medalista mistrzostw Europy (2008) w sztafecie 4 × 100 m stylem zmiennym.
Uczestnik Igrzysk Olimpijskich 2008 z Pekinu na 200 m stylem motylkowym (26. miejsce) oraz w sztafecie 4 × 100 m stylem zmiennym (11. miejsce).